# Rich Robinson
Richard Spencer «Rich» Robinson (Atlanta, 24 de mayo de 1969) es un guitarrista estadounidense, y uno de los fundadores de la banda de rock The Black Crowes. Junto a su hermano mayor Chris Robinson, Rich formó la banda en 1984 (llamada originalmente Mr. Crowes Garden) mientras asistían a la Walton High School en Marietta, Georgia. A los quince años, Rich escribió el primer sencillo de la banda, She Talks to Angels. Ha grabado varios álbumes junto a los Black Crowes, y material como solista.

## Influencias
Robinson fue influenciado por artistas como The Rolling Stones, Allman Brothers, Cactus, Lynyrd Skynyrd, Neil Young, Captain Beyond, R.E.M., Led Zeppelin, John Fahey y Nick Drake.

## Discografía

### Black Crowes
- Shake Your Money Maker (1990)
- The Southern Harmony and Musical Companion (1992)
- Amorica (1994)
- Three Snakes and One Charm (1996)
- By Your Side (1999)
- Lions (2001)
- Warpaint (2008)
- Before the Frost...Until the Freeze (2009)
- Croweology (2010)
- Happiness Bastards (2024)

### Solista
- Paper (Keyhole Records, 2004)
- Live At The Knitting Factory, NYC - 01/16/04 (Dynasonic, 2004)
- con Chris Robinson Brothers of a Feather: Live at the Roxy (Eagle Records, 2007)
- Through a Crooked Sun (Circle Sound/Thirty Tigers, 2011)
- Llama Blues EP (Circle Sound/Thirty Tigers, 2011)
- The Ceaseless Sight (The End Records/Circle Sound, 2014)[4][5]